# Afro-europeni

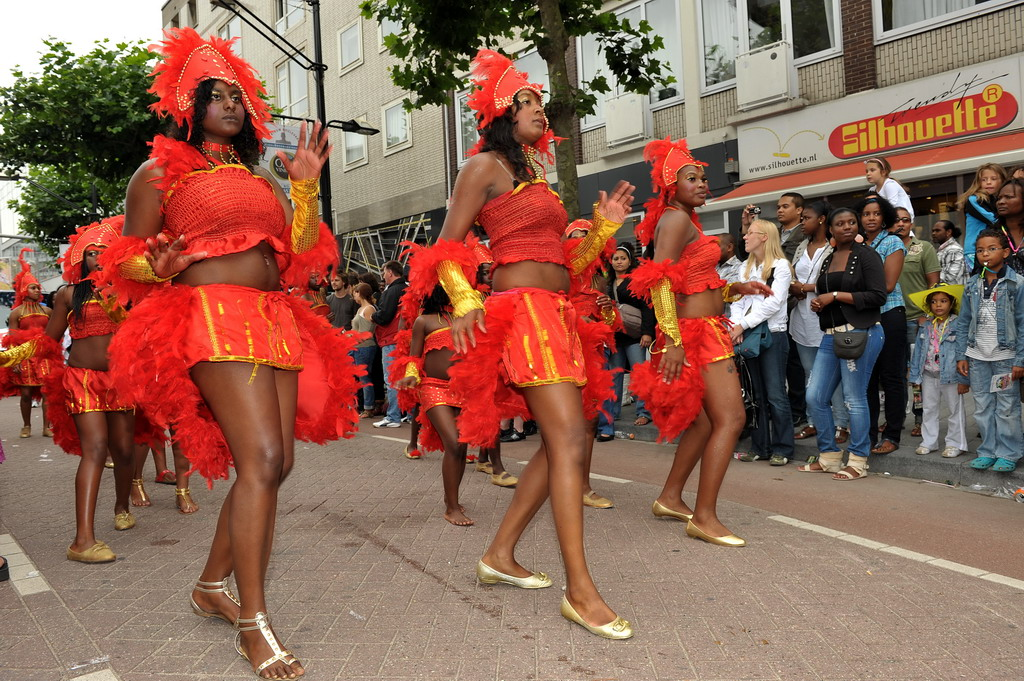
Carnaval în Rotterdam

Termenul de afro-europeni face referire la persoanele de origină africană (de obicei din foste colonii europene din Africa), care au migrat în Europa. În Uniunea Europeană trăiesc aproximativ 12 milioane de afro-europeni, iar în Rusia aproximativ 50.000. Majoritatea comunităților de afro-europeni trăiesc în metropole.